# Schiebetor (Wasserbau)

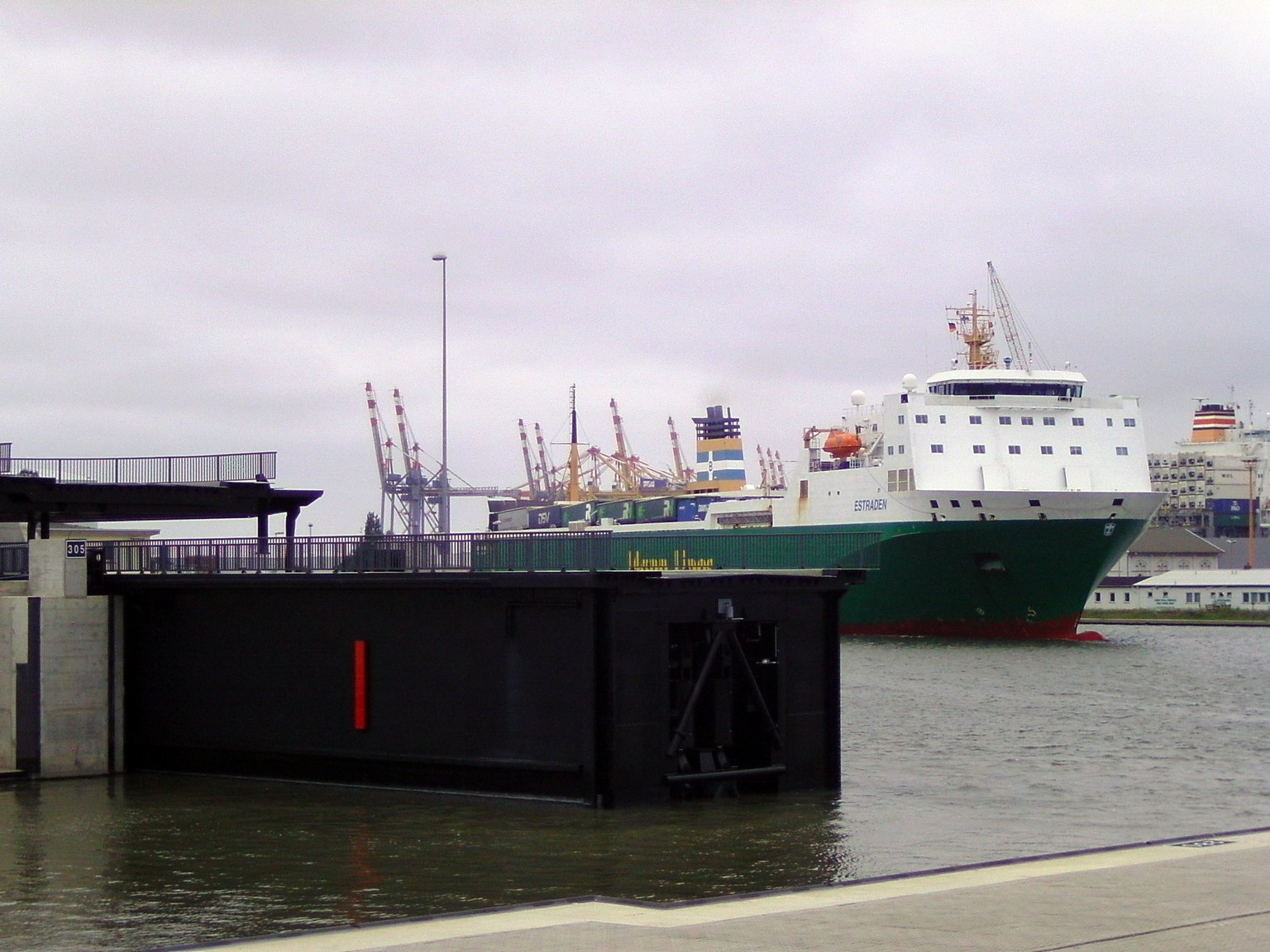
Schiebetor während der Öffnung, Kaiserschleuse Bremerhaven

Als Schiebetor oder Rolltor wird im Wasserbau eine besondere Bauart von Schleusentoren bezeichnet. Sie gehören zu den Schleusentoren mit horizontaler Bewegungsbahn.

## Aufbau und Funktion
Ein Schiebetor öffnet und schließt sich in horizontaler und lateraler Richtung zur Achse einer Schiffsschleuse. Es wird im Regelfall für den Verschluss einer sehr breiten und besonders großen Schleusenkammer genutzt und besteht aus einer wagenähnlichen Stahlkonstruktion, die auf Schienen läuft bzw. an einer Schienenkonstruktion hängt. Spezielle Dichtungssysteme garantieren einen geringen Wasserverlust während des Schleusenvorganges.

## Beispiele

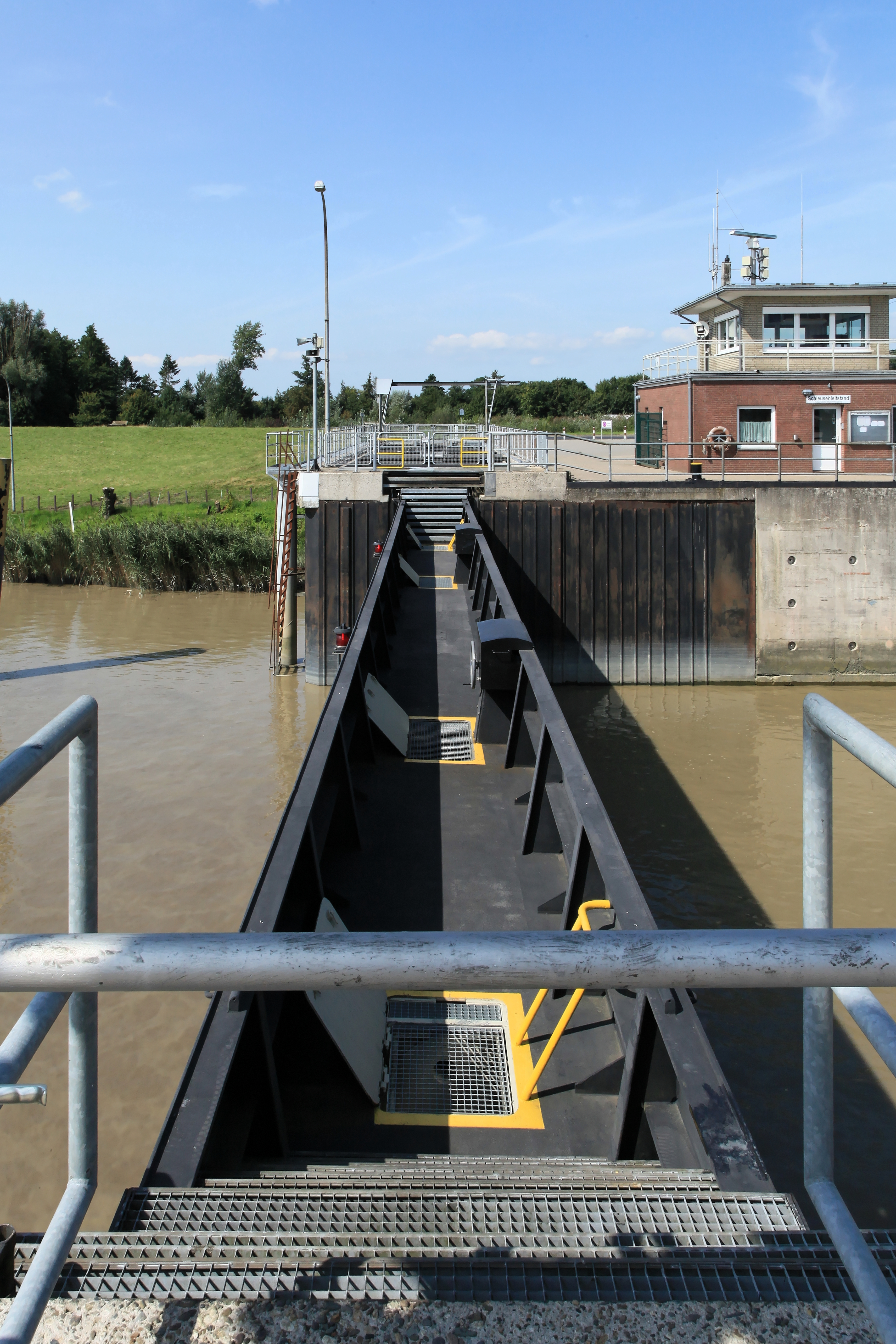
Seeschleuse in Leer
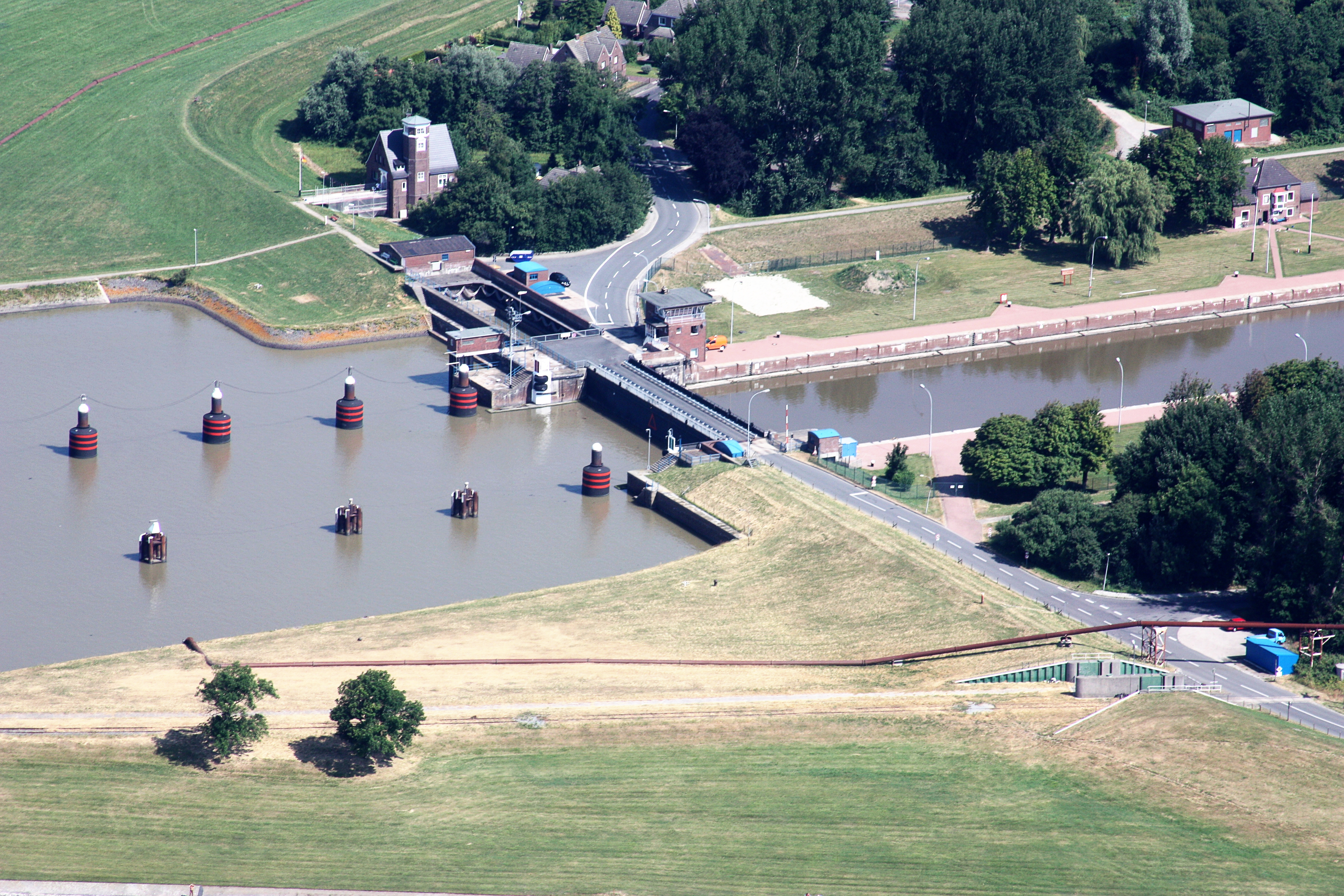
Große Seeschleuse Emden

## Weitere Typen von Schleusentoren
- Hubtor als Schütztafel mit senkrechter Bewegung in Richtung der Torebene nach oben.
- Klapptor als einflügeliges Schleusentor mit waagerechter, am Schleusenkammerboden angebrachter Drehachse.
- Segmenttor als um eine horizontale Achse drehbarer Staukörper mit kreiszylindrischer Torhaut.
- Stemmtor aus zwei Flügeln (selten nur ein Flügel) mit senkrechter Drehachse.